# Erythridula wyatti
Erythridula wyatti är en insektsart som beskrevs av Dmitry A. Dmitriev och Dietrich 2009. Erythridula wyatti ingår i släktet Erythridula och familjen dvärgstritar. Inga underarter finns listade i Catalogue of Life.